# Schweizer Eishockeymeisterschaft 1912/13
Die Saison 1912/13 war die fünfte reguläre Austragung der Schweizer Eishockeymeisterschaft. Meister wurde der HC Les Avants.

## Hauptrunde
| Pl. | Team                        | Sp. | S | U | N | Pkt. |
| --- | --------------------------- | --- | - | - | - | ---- |
| 1.  | HC Les Avants               | 2   | 2 | 0 | 0 | 4    |
| 2.  | Club des Patineurs Lausanne | 2   | 1 | 0 | 1 | 2    |
| 3.  | Akademischer EHC Zürich     | 2   | 0 | 1 | 1 | 1    |
| 4.  | HC Bellerive Vevey          | 2   | 0 | 1 | 1 | 1    |